# قنات پدری
قنات پدری مربوط به دوره ساسانیان است و در شهرستان جم، بخش مرکزی، دهستان جم، روستای پدری واقع شده و این اثر در تاریخ ۲۵ آبان ۱۳۸۷ با شمارهٔ ثبت ۲۳۸۶۸ به‌عنوان یکی از آثار ملی ایران به ثبت رسیده است.